# Pokolgép
Pokolgép är ett heavy metal-band från Ungern. Bandet bildades 1980, och i början spelade de på halvt illegala konserter. När de 1986 bestämde sig för att spela in en skiva, Totális Metál, var succén ett faktum. De fortsatte att ge ut skivor och blev mer och mer kända i Ungern. Alla deras texter är på ungerska förutom skivan Ancient Fever (2001) som är en engelskspråkig version av Csakazértis. Trots ett flertal medlemsbyten är bandet fortfarande aktivt.
Ordet pokolgép betyder 'helvetesmaskin', det vill säga en tidsinställd bomb (som används vid attentat).

## Diskografi
(Ungefärlig svensk översättning inom parentes)

### Studioalbum
- 1986- Totális Metál (Total Metal)
- 1987- Pokoli Színjáték (Helvetisk teater)
- 1989- Ejszakai Bevetés (Nattlig räd)
- 1990- Metál Az Ész (Metal är hjärnor (Ordlek med uttrycket "megáll az ész" = "hjärnan stannar"))
- 1991- Adj Új Erõt (Ge mig ny kraft)
- 1992- Vedd El Ami Jár (Få vad du förtjänar)
- 1996- A Gép (Maskinen)
- 2000- Csakazértis (Bara för att)
- 2001- Ancient Fever (Urgammal feber)
- 2002- Te Sem Vagy Más (Du är inte annorlunda)
- 2004- A Túlélő (Överlevaren)
- 2007- Pokoli Mesék (Helvetiska berättelser)
- 2015- Metálbomba (Metallbomb)

### Livealbum
- 1990- Koncertlemez (Konsertskiva)
- 1995- Az Utolsó Merénylet (Den sista incidenten)
- 2001- Live
- 2010- Újratöltve (Omladdad)
- 2020- Pokolgép 35 - Jubileumi koncert (Pokolgép 35 - jubileumskonsert)

### Samlingsalbum
- 1995- Best Of "Regi Gép" (Det bästa från gamla Gép)
- 2002 - Momentum
- 2006 - Oblatio